# Kinh tế học tình dục
Kinh tế học tình dục (Sexual economics) là một giả thuyết gây nhiều tranh cãi trong lĩnh vực tâm lý học tiến hóa. Lý thuyết này được cho là liên quan đến cách những cá nhân người đàn ông và người phụ nữ suy nghĩ khi tham gia, cảm nhận, hành xử và đưa ra phản hồi trong giao hợp hoặc các sự kiện tình dục liên quan. Lý thuyết này cho rằng suy nghĩ, sở thích và hành vi của nam giới và nữ giới tuân theo các nguyên tắc kinh tế cơ bản. Kinh tế học tình dục được đề xuất bởi các nhà tâm lý học Roy Baumeister và Kathleen Vohs. Lý thuyết này áp dụng các nguyên tắc kinh tế học cơ bản như quy luật cung-cầu, quy luật giá cả, và thị trường để phân tích các mối quan hệ và tương tác tình dục dị tính ở người. Cốt lõi của lý thuyết này là một luận điểm là trong xã hội loài người, tình dục của phụ nữ được xem là một nguồn tài nguyên có giá trị, trong khi tình dục của nam giới thì không. Từ đó, một thị trường tình dục được hình thành, nơi phụ nữ là "người bán" và nam giới là "người mua" và đây là một trò chơi gọi vốn bằng xác thịt. Lý thuyết kinh tế tình dục được một số người trong lĩnh vực tâm lý xã hội và tâm lý học tiến hóa ủng hộ trong những năm 2000, nhưng hiện nay được nhiều người coi là một lý thuyết ngoại vi lỗi thời dựa trên khuôn mẫu lỗi thời của phương Tây về giới tính không sao chép giữa các nền văn hóa.

## Đại cương
Roy Baumeister đề xuất định nghĩa tình dục là một giao dịch trên thị trường theo châm ngôn gây nhiều tranh cãi (đôi khi được liên hệ với cách diễn đạt của Donald Symons) rằng tình dục là "thứ mà phụ nữ có và đàn ông muốn". Roy Baumeister cho rằng tình dục là một nguồn lực mà phụ nữ nắm giữ nói chung. Theo quan điểm này, phụ nữ sẽ giữ gìn bản thân mình cho đến khi họ nhận được thứ gì đó có đủ động lực để từ bỏ, chẳng hạn như tình yêu, sự cam kết, thời gian, sự quan tâm, sự chăm sóc, lòng trung thành, sự tôn trọng, hạnh phúc và tiền bạc từ một bên khác. Ngược lại, đàn ông là người cung cấp những nguồn lực để lôi kéo phụ nữ vào chuyện chăn gối. Và lúc này, nam giới, về cơ bản, có ham muốn tình dục mạnh mẽ và thường xuyên hơn phụ nữ. Sự khác biệt về ham muốn này tạo ra một sự mất cân bằng cố hữu khi nam giới (người mua) có nhu cầu cao đối với một sản phẩm mà phụ nữ (người bán) đang nắm giữ. Phụ nữ cũng cạnh tranh với nhau bằng cách nâng cao sức hấp dẫn, quyến rũ thể hiện sự duyên dáng, và đôi khi là bêu xấu, hạ thấp nhau. Nam giới cạnh tranh với nhau bằng cách tích lũy tài nguyên, địa vị và quyền lực để có thể "mua" được "sản phẩm" tốt nhất.
Kinh tế học tình dục dựa trên lý thuyết trao đổi xã hội, thuyết này cho rằng mọi người sẵn sàng từ bỏ một thứ gì đó nếu họ có thể đổi lấy thứ mà họ tin là sẽ có lợi cho họ hơn. Lý thuyết này dựa trên niềm tin rằng thông thường một bên sẽ háo hức trao đổi tài nguyên để lấy những gì bên kia nắm giữ, do đó gây ra sự mất cân bằng quyền mặc cả. Theo lý thuyết trao đổi xã hội, con người chỉ tham gia vào một cuộc trao đổi khi họ tin rằng lợi ích nhận được sẽ lớn hơn chi phí bỏ ra. Vì tình dục tự thân nó đã là một lợi ích đối với nam giới, nhưng không nhất thiết là như vậy đối với phụ nữ, nên để cuộc "giao dịch" diễn ra, người đàn ông phải đưa ra những "khoản thanh toán" bằng các loại tài nguyên phi tình dục khác bao gồm rất nhiều thứ như sự cam kết, tình yêu, sự chú ý, thời gian, sự tôn trọng, sự chung thủy, địa vị xã hội và tiền bạc và các lợi ích vật chất khác. Giá cả của thứ tình dục trong thị trường này không cố định, mà biến động dựa trên quy luật cung và cầu. Lúc này, bên nào ít sẵn lòng trao đổi những gì mình có sẽ nắm quyền kiểm soát cao hơn trong mối quan hệ này. Trong ví dụ về quan hệ tình dục, nếu một bên muốn quan hệ tình dục ít hơn bên kia, bên đó có thể chờ đợi cho đến khi có một lời đề nghị hấp dẫn hơn. 
Theo cách diễn đạt kinh điển của lý thuyết này dựa trên các khuôn mẫu giới tính và tình dục phương Tây, phụ nữ được cho là có ham muốn tình dục thấp hơn nam giới, và do đó là những người "kiên trì" và khai thác tài nguyên từ nam giới như một hình thức thao túng. Xu hướng hiện đại và phương Tây rõ ràng này được nhiều nhà tâm lý học tiến hóa áp đặt ngược trở lại thời kỳ trước và các xã hội phi phương Tây, mặc dù có rất ít hoặc không có bằng chứng nào biện minh cho sự áp đặt ngược đó và rất nhiều bằng chứng chống lại nó. Theo quan điểm của Mark Regnerus, góc nhìn kinh tế rất rõ ràng. Hành vi mà ông phân tích trên thị trường cho thấy nguyên tắc đa số là một nguyên tắc chính trị thường được áp dụng trong xã hội loài người, nhưng giới tính là một ngoại lệ và các nguyên tắc thiểu số vẫn có thể áp dụng. Dù vậy, lý thuyết này bị chỉ trích vì đã khắc họa phụ nữ như những kẻ "đào mỏ" thụ động, chỉ biết dùng tình dục để đổi chác, và nam giới như những kẻ chỉ biết theo đuổi tình dục một cách thục mạng. Lý thuyết này bỏ qua ham muốn tình dục chủ động của phụ nữ và nhu cầu kết nối cảm xúc của nam giới. Việc quy giản các tương tác tình cảm và tình dục phức tạp của con người thành một mô hình thị trường mua-bán lạnh lùng bị cho là phiến diện và thiếu tính nhân văn.